# Robert von Terlago
Robert Franz Carl Lothar Isidor Johann Baptista von Terlago (* 1. Oktober 1842; † 7. Juli 1927 auf Schloss Terlago in Terlago) war ein österreichischer Politiker aus Tirol. Jahrzehntelang war er Parlamentarier in Cisleithanien. Von 1877 bis 1885 und von 1891 bis 1907 war er liberaler Reichsratsabgeordneter des Verfassungstreuen Großgrundbesitzes.

## Leben
Sein Vater Lothar Graf von Terlago (1796–1865) entstammte einem alten oberitalienischen Adelsgeschlecht. Seine Kindheit verlebte Robert in Rovereto, bevor die Familie 1846 nach Wien umsiedelte und sich drei Jahre später in Innsbruck niederließ da der Vater die Stellung eines Hofrats bei der Statthalterei bezog. Graf Robert Terlago studierte an der Universität Innsbruck und wurde 1860 im Corps Rhaetia aktiv. Als Großgrundbesitzer war er Landstand von und in Tirol. 1877 wurde er in den 2. Wahlkörper vom Reichsrat (Österreich) gewählt. Die Angelobung war am 19. Oktober 1877. Das Mandat wurde bei der Reichsratswahl 1879 verteidigt. 1885 ausgeschieden, kehrte er bei der Reichsratswahl 1891 in das Parlament zurück. Das Mandat wurde bei der Reichsratswahl 1897 und der Reichsratswahl 1901 verteidigt. Seit 1873 war Graf Terlago k. k. Kämmerer in Trient. Im Oktober 1879 war er im Abgeordnetenhaus Mitglied des Clubs der Liberalen. Er war Mitglied der Deutschliberalen Partei und wurde 1912 mit 70 Jahren auf Lebenszeit in das Herrenhaus (Österreich) berufen.
Verheiratet war er mit Freiin Sophia geb. von Thienen-Adlerflycht (1844–1917). Aus der Ehe gingen die Töchter Gräfin Luisa Franziska von Terlago (* 12. August 1869) und Bianka Karoline Julie von Terlago, verheiratet mit Marchese Orlando Pallavicino hervor. Luisa heiratete den späteren k.u.k. Oberstleutnant Grafen Eberhard Schenk von Stauffenberg (1866–1917).
Die Dichterin Caroline von Terlago (1839–1916) war seine ältere Schwester.

## Ehrungen
- Franz-Joseph-Orden, Komturkreuz mit Stern (1908)[6]